# Nicolaus Sjöstedt
Nicolaus Petri Sjöstedt, född 1682 i Höreda socken, Jönköpings län, död 26 februari 1757 i Höreda socken, Jönköpings län, var en svensk präst i Höreda församling.

## Biografi
Nicolaus Petri Sjöstedt föddes 1682 på Sjöstad i Höreda socken. Han var son till bonden därstädes. Sjöstedt blev 1703 student vid Lunds universitet, Lund och prästvigdes 1708. Han blev adjunkt i Grebo församling, Grebo pastorat och 1709 komminister i Värna församling, Grebo pastorat. Sjöstedt blev 1711 komminister i Viby församling, Veta pastorat och 1714 kyrkoherde i Höreda församling, Höreda pastorat. År 1721 var han respondens vid prästmötet. Han blev 1752 prost. Sjöstedt avled 26 februari 1757 i Höreda socken.
Sjöstedt blev 1751 kontraktsprost i Södra Vedbo kontrakt.

### Familj
Sjöstedt gifte sig första gången med C. Bursie. Sjöstedt gifte sig andra gången 1712 med Anna Tzander. Hon var dotter till kyrkoherden Johannes Tzander i Höreda församling och Catharina Ventilia. Anna Tzander hade tidigare varit gift med kyrkoherden Andreas Silfverling i Högby församling.
Sjöstedt gifte sig tredje gången 1716 med Greta Ekerman. Hon var dotter till en rådman i Eksjö. Sjöstedt gifte sig fjärde gången 1743 med Helena Askebom. Hon var dotter till kyrkoherden Haraldus Askebom i Östra Husby församling och Anna Langelius. Helena Askebom hade tidigare varit gift med kyrkoherden Nils Agelin i Målilla församling. Sjöstedt och Askebom fick tillsammans 12 barn.